# Seró

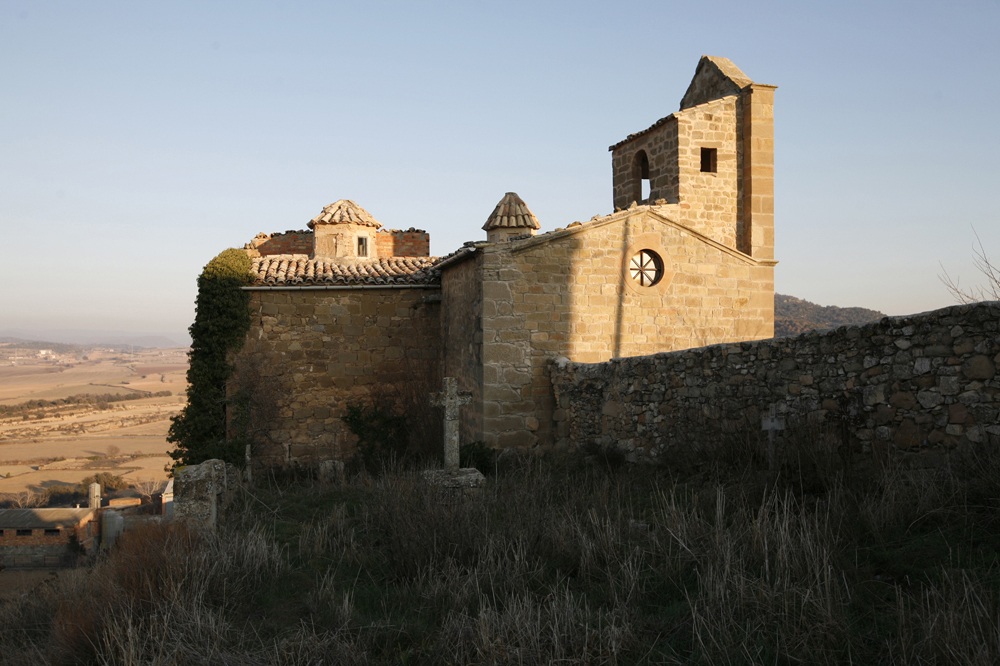
Detalle de la iglesia de Santa María de Seró

Seró es un pueblo del municipio de Artesa de Segre, con menos 129 habitantes en 2015, a unos 2 km al este de Tudela de Segre y a 7 km al sudeste de Artesa de Segre. Se encuentra en el punto kilométrico 5,5 de la carretera LV-3021,  a 1 km al sur del punto kilométrico 98 de la carretera C14, llamada autovía del Segre o Eje Tarragona-Andorra.

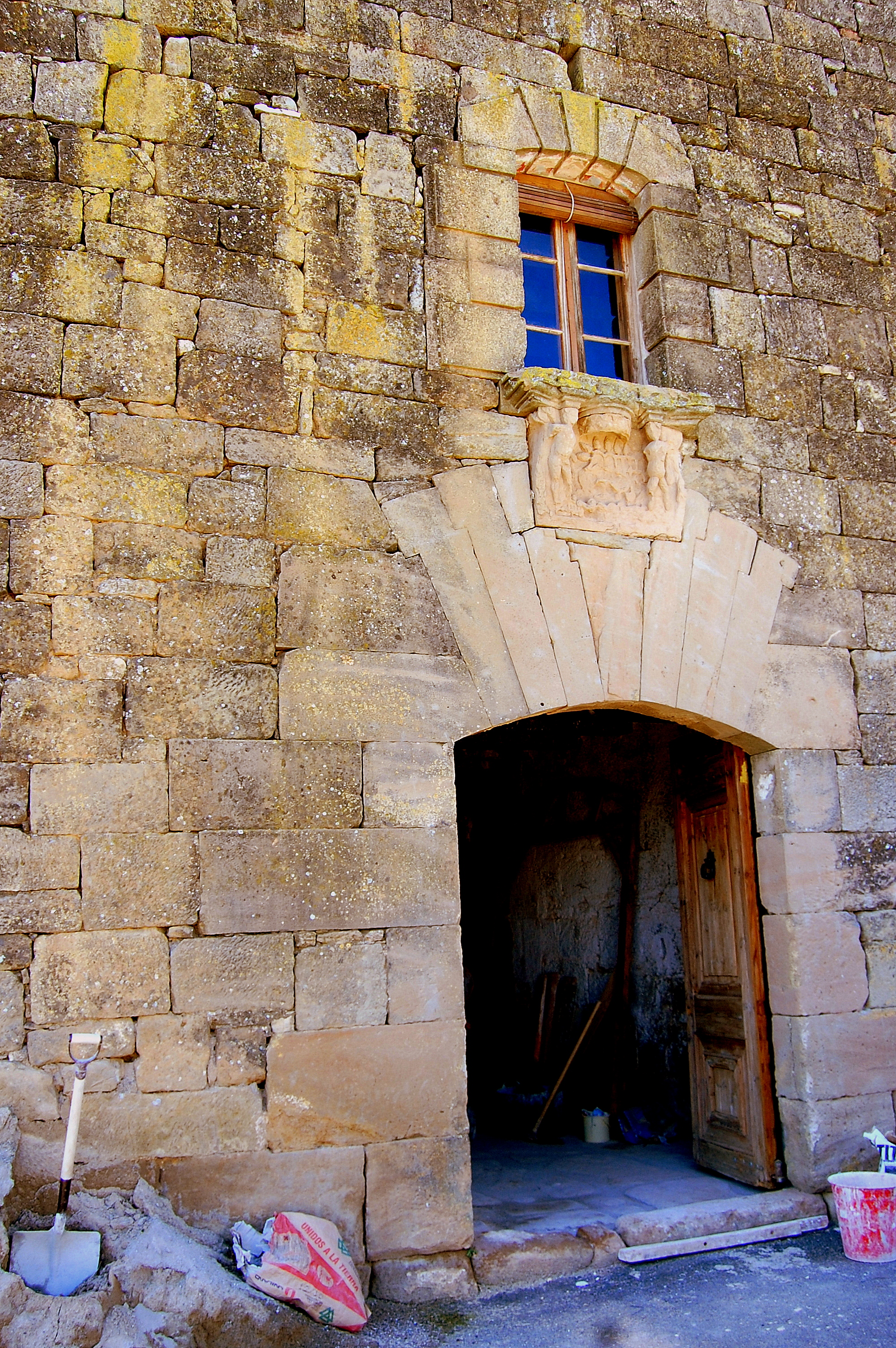
Puerta de entrada al castillo de Seró

El pueblo está situado en la ladera sudoriental de una colina presidida por el castillo de Seró, mencionado en el siglo XII, y la iglesia parroquial de Santa María, de origen románico, reformada en los siglos XVIII y XIX. 
Actualmente, Seró pertenece al municipio de Artesa de Segre. Al norte se encuentra el pico de Grialó, de 668 m, que preside una meseta denominada Pla de la Força, a cuyos pies se encuentra el santuario de Santa María de Refet, con la talla románica de la Mare de Déu de Refet. El paisaje está formado por una serie de sierras de poca entidad entre las cuales se desliza el río Senill, al norte del pueblo, seguido por la C14, que desemboca en el río Segre, junto a Artesa de Segre.
Al sur del pueblo hay una serie de explotaciones porcinas a lo largo de la carretera que conduce a Tudela de Segre. Dentro del pueblo hay una empresa que produce vinos ecológicos, la Vinya L’Hereu, y una cervecera artesanal, Cerveses Ponent, que forma parte de la Ruta de la Cerveza Artesana de Lérida.
La fiesta mayor se celebra el tercer sábado de agosto, el 7 de enero es la fiesta votiva de San Ramón y el 1 de mayo se celebra un aplec en la ermita de la Mare de Déu de Refet.

## Historia
Se ha documentado un Ramón Bernat de Seró acompañando al conde Ermengol IV de Urgel el año 1091, en la conquista de Balaguer. El mismo aparece junto al vizconde Guerau II de Cabrera cuando lleva los restos de Ermengol V de Urgel, llamado el de Mollerusa. En 1109, Ramón i Ponç Bernat dieron a la Orden de San Juan de Jerusalén unas masías en el término de Seró.
El castillo de Seró se menciona en 1172 en el testamento de Ramón Bernat, que deja la mitad en usufructo a su viuda y la totalidad, al morir esta, a su hijo Ponç. En la segunda mitad del siglo XVI, la señoría del lugar era de Onofre de Alentorn y de Oms, y permaneció en poder de los Alentorn al menos hasta el siglo XVIII. En la primera mitad del siglo XVI, el señor de Seró participa en las luchas de nyerro y cadell, los dos bandos de la nobleza catalana en esa época.
Los personajes más destacados fueron, aparte de Onofre de Alentorn, que fue diputado de la Diputación del General del Principado de Cataluña (1593-1596), Alexandre de Alentorn y de Botella y Miguel de Alentorn y de Oms.
Durante la primera guerra carlista, el castillo fue escenario de diversas operaciones. Asimismo, en 1834 se refugiaron los caudillos carlistas Antoni Borges y Carles Alguaire, que fueron asediados juntos a sus hombres por las fuerzas del teniente coronel Joan Calvet.

## Dolmen megalítico de Seró
En enero de 2007 durante la construcción de una de las tuberías de riego del canal Segarra-Garrigues, se descubrieron los restos de un megalito formado por un túmulo con una cista central (un monumento funerario de pequeñas dimensiones) delimitada por un anillo de piedras clavadas de la primera mitad del tercer milenio a. C., es decir, de hace unos 4.800 años.
Destaca la decoración en relieve de las losas del megalito, formadas por fragmentos de antiguas estatuas-estelas que se habían aprovechado de un monumento anterior.
Las estatuas-menhires están decoradas con los vestidos de los personajes representados, túnicas, capas, cinturones…). Uniendo los fragmentos reutilizados de una de las estelas se obtendría la estatua-menhir más alta de Europa, de unos 7 m.
El centro de interpretación del megalito (Espacio Transmisor Del Túmulo | Dolmen megalítico de Seró / Estudio de arquitectura Toni Gironès) se construye junto a la plaza de la báscula del pueblo, en la calle Escoles, 2. El edificio Seró. Espai Transmissor, ganó el premio FAD de arquitectura el año 2013 y fue una de las tres obras escogidas para representar a Cataluña en la Bienal de Arquitectura de Venecia el año 2014.